# Grattacieli più alti del Sudafrica
Il Sudafrica è la nazione più strutturata ed economicamente sviluppata nel continente africano.  Come tale, le sue città principali hanno sperimentato un boom di grattacieli. Lo sviluppo avanzato è significativamente localizzato in cinque aree: Città del Capo, Port Elizabeth, Durban, Bloemfontein e Pretoria / Johannesburg . Oltre questi cinque centri economici, lo sviluppo è marginale e la povertà è ancora prevalente nonostante gli sforzi del governo.  Tuttavia, aree marginali chiave hanno registrato una rapida crescita. Tali aree includono la Garden Route (da Mossel Bay a Plettenberg Bay), la zona di Rustenburg, la zona di Nelspruit, la costa occidentale del Capo e la costa nord del KwaZulu-Natal.

## Edifici più alti

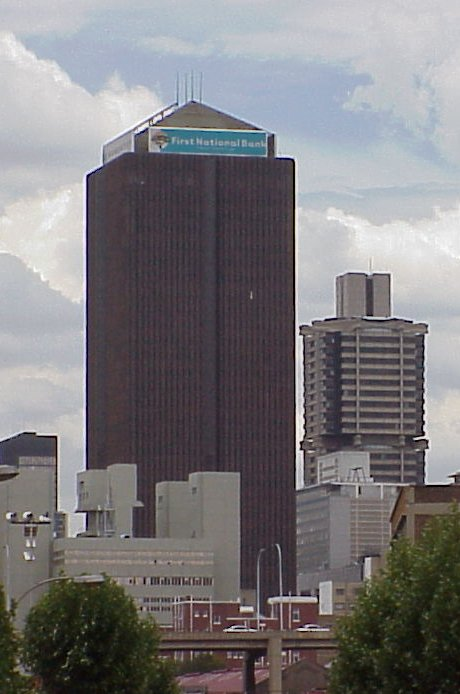

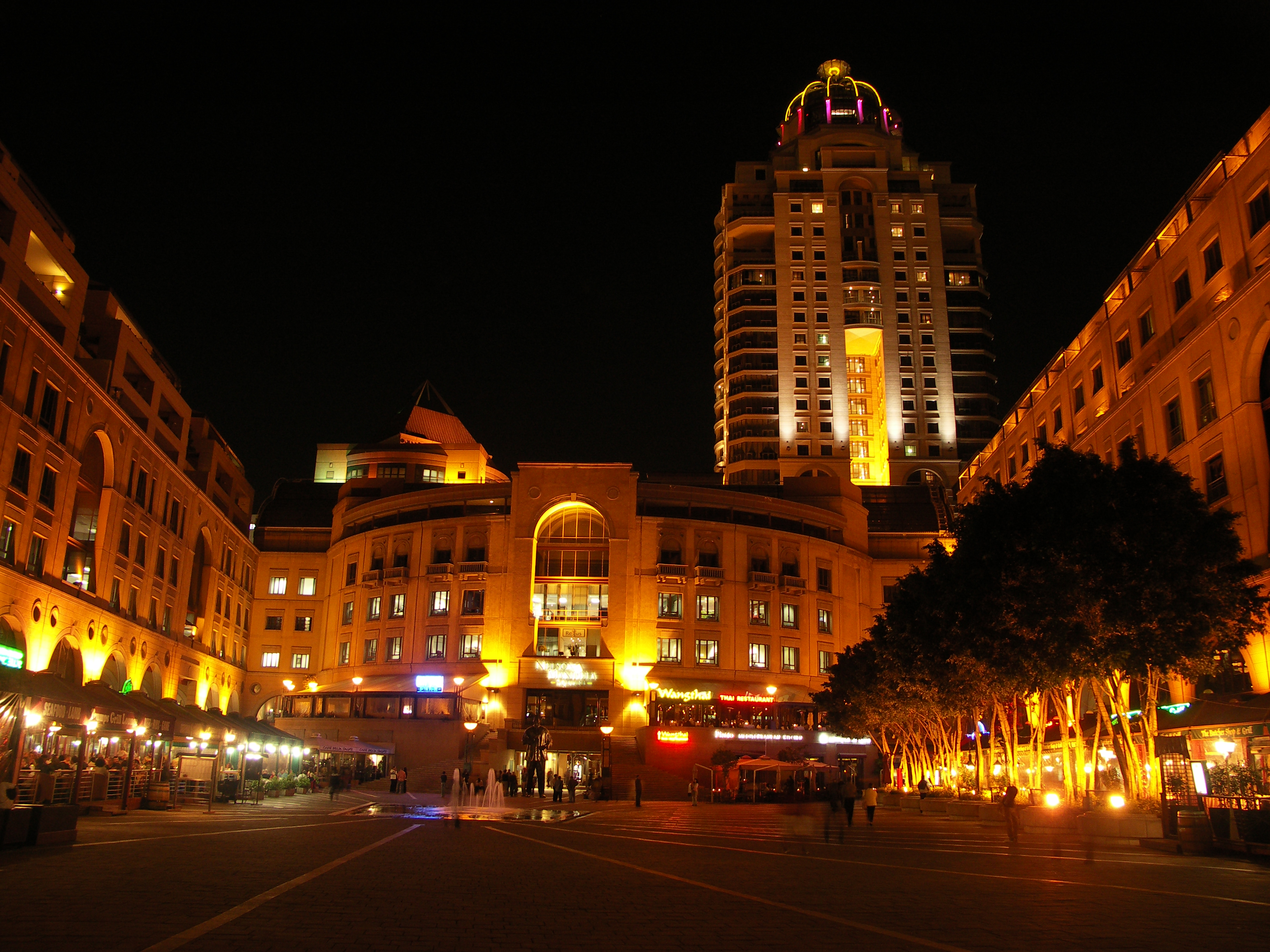
Michelangelo Tower

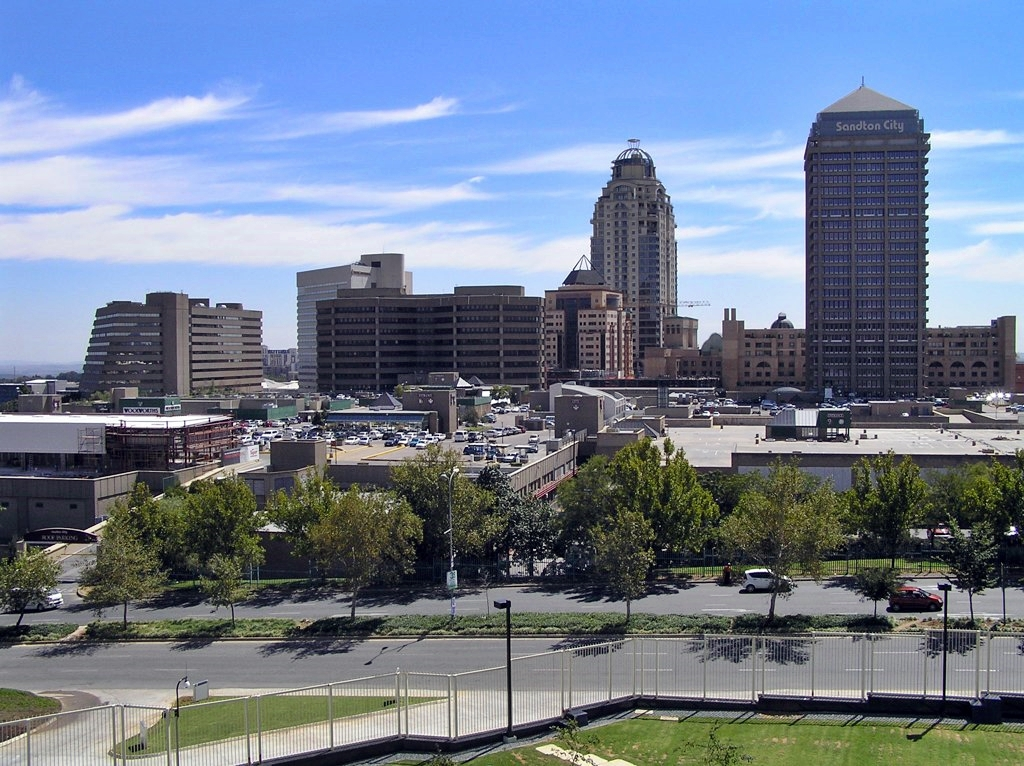
Sandton

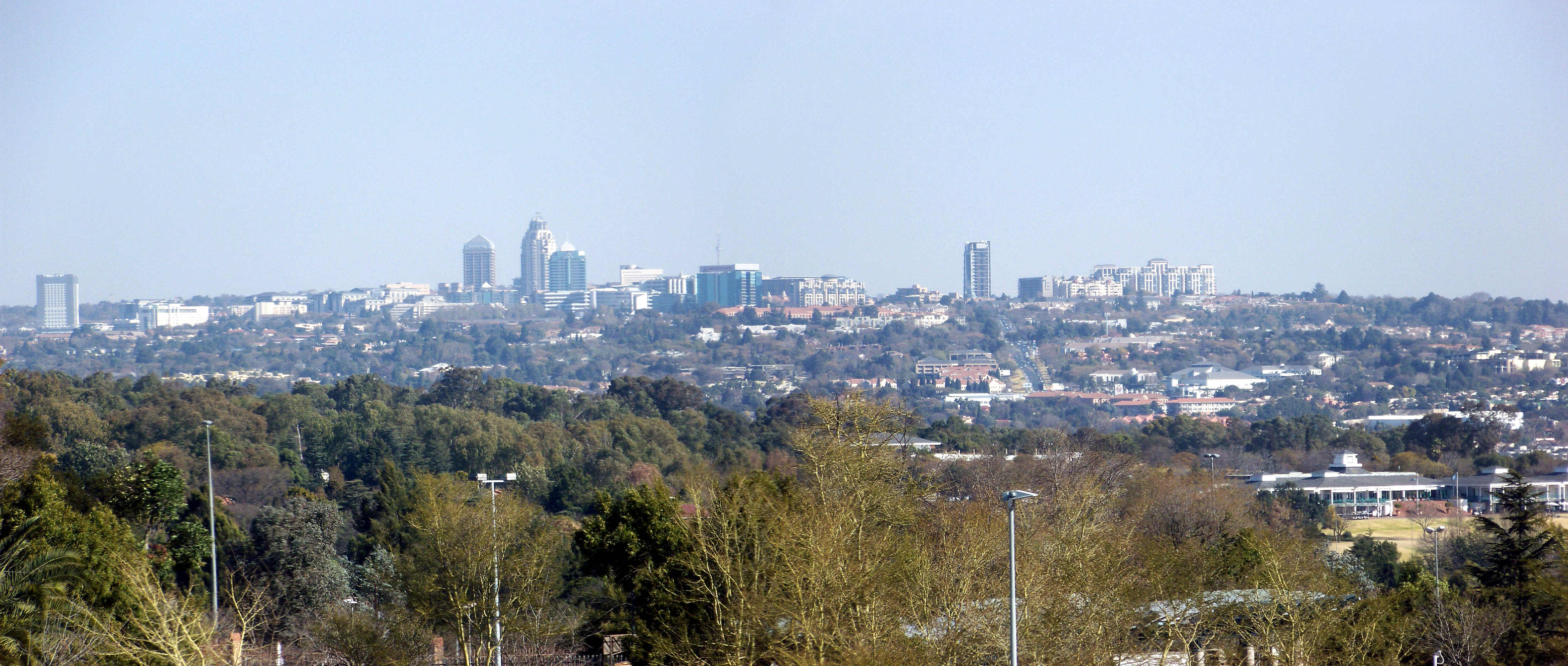
Skyline di Sandton

Questa lista classifica gli edifici sudafricani che ne hanno almeno un'altezza di 100 metri in base alla misurazione dell'altezza standard. Questo include guglie e dettagli architettonici. 
| Nome                                            | Altezza in metri (in piedi) | Piani | Anno completamento | Città          | Note                                          |
| ----------------------------------------------- | --------------------------- | ----- | ------------------ | -------------- | --------------------------------------------- |
| The Leonardo                                    | 234 m (767 ft)              | 55    | 2019               | Johannesburg   | Edificio più alto d'Africa dal 2019           |
| Carlton Centre                                  | 223 m (732 ft)              | 50    | 1973               | Johannesburg   | Edificio più alto del Sud Africa fino al 2019 |
| Ponte City Apartments                           | 173 m (568 ft)              | 54    | 1975               | Johannesburg   | Edificio residenziale più alto d'Africa       |
| Marble Towers                                   | 152 m (499 ft)              | 32    | 1973               | Johannesburg   |                                               |
| Pearl Dawn                                      | 152 m (499 ft)              | 31    | 2010               | Durban         | [ 1 ]                                         |
| South African Reserve Bank Building             | 150 m (490 ft)              | 38    | 1988               | Pretoria       | Edificio più alto di Pretoria                 |
| 88 on Field                                     | 146 m (479 ft)              | 26    | 1985               | Durban         | Edificio più alto di Durban.                  |
| Sandton City Office Tower                       | 141 m (463 ft)              | 22    | 1973               | Sandton        | Completato nel 2014.                          |
| Michelangelo Towers                             | 140 m (460 ft)              | 34    | 2005               | Sandton        | Hotel più alto del Sud Africa.                |
| Torre ABSA                                      | 140 m (460 ft)              | 32    | 1970               | Johannesburg   |                                               |
| KwaDukuza eGoli Hotel Tower 1                   | 140 m (460 ft)              | 40    | 1970               | Johannesburg   | [ 4 ]                                         |
| Trust Bank Building                             | 140 m (460 ft)              | 31    | 1970               | Johannesburg   | [ 5 ]                                         |
| Torre Portside                                  | 139 m (456 ft)              | 32    | 2014               | Città del Capo | Edificio più alto di Città del Capo.          |
| Standard Bank Centre                            | 139 m (456 ft)              | 34    | 1968               | Johannesburg   | [ 8 ]                                         |
| Southern Life Centre                            | 138 m (453 ft)              | 30    | 1973               | Johannesburg   | [ 9 ]                                         |
| Monte Blanc                                     | 133 m (436 ft)              | 40    | 1985               | Durban         | [ 10 ]                                        |
| ABSA Tower Pretoria                             | 132 m (433 ft)              | 38    | 1976               | Pretoria       | [ 11 ]                                        |
| Old Mutual Centre                               | 130 m (430 ft)              | 33    | 1995               | Durban         | [ 12 ]                                        |
| UCS Building                                    | 128 m (420 ft)              | 29    | 1976               | Johannesburg   | [ 13 ]                                        |
| 1 Thibault Square                               | 127 m (417 ft)              | 31    | 1972               | Città del Capo | [ 14 ]                                        |
| The Spinnaker                                   | 124 m (407 ft)              | 27    | 2007               | Durban         | [ 15 ]                                        |
| Kine Centre                                     | 123 m (404 ft)              | 27    | 1974               | Johannesburg   | [ 16 ]                                        |
| Embassy Building                                | 120 m (390 ft)              | 28    | 1991               | Durban         | [ 17 ]                                        |
| Metlife Centre                                  | 119 m (390 ft)              | 28    | 1993               | Città del Capo | [ 18 ]                                        |
| Atterbury House                                 | 119 m (390 ft)              | 29    | 1976               | Città del Capo | [ 19 ]                                        |
| Carlton Hotel                                   | 119 m (390 ft)              | 30    | 1973               | Johannesburg   | [ 20 ]                                        |
| Pearl Breeze                                    | 118 m (387 ft)              | 25    | 2010               | Durban         |                                               |
| Southern Sun Garden Court Marine Parade         | 118 m (387 ft)              | 28    | 1985               | Durban         | [ 21 ]                                        |
| Southern Sun Garden Court North Beach           | 118 m (387 ft)              | 33    | 1978               | Durban         | [ 22 ]                                        |
| ABSA Centre                                     | 117 m (384 ft)              | 34    | 1970               | Città del Capo | [ 23 ]                                        |
| Radiopark                                       | 117 m (384 ft)              | 30    | 1962               | Johannesburg   |                                               |
| Civitas Building                                | 112 m (367 ft)              | 31    | 1973               | Pretoria       | [ 23 ]                                        |
| 320 West Street                                 | 111 m (364 ft)              | 30    | 1973               | Durban         | [ 24 ]                                        |
| Poyntons Centre                                 | 110 m (360 ft)              | 30    | 1968               | Pretoria       | [ 25 ]                                        |
| Schlesinger Building                            | 110 m (360 ft)              | 21    | 1965               | Johannesburg   | [ 26 ]                                        |
| Golden Acre                                     | 110 m (360 ft)              | 28    | 1979               | Città del Capo | [ 27 ]                                        |
| Protea Hotel Landmark Lodge                     | 110 m (360 ft)              | 31    | 1976               | Durban         | [ 28 ]                                        |
| The Palace                                      | 110 m (360 ft)              | 26    | 1986               | Durban         | [ 29 ]                                        |
| Agricultural Union Centre                       | 110 m (360 ft)              | 30    | 1968               | Pretoria       | [ 29 ]                                        |
| John Ross House                                 | 109 m (358 ft)              | 33    | 1973               | Durban         |                                               |
| Durban Bay House                                | 106 m (348 ft)              | 32    | 1986               | Durban         |                                               |
| Cape Sun Southern Sun                           | 105 m (344 ft)              | 32    | 1982               | Città del Capo | [ 30 ]                                        |
| Highpoint Hillbrow                              | 105 m (344 ft)              | 25    | 1972               | Johannesburg   | [ 31 ]                                        |
| Triangle House                                  | 104 m (341 ft)              | 26    | 1993               | Città del Capo |                                               |
| Maluti                                          | 104 m (341 ft)              | 33    | 1984               | Durban         |                                               |
| Transnet Tower                                  | 103 m (338 ft)              | 27    | 1973               | Durban         |                                               |
| Pearl Sky                                       | 102 m (335 ft)              | 31    | 2010               | Durban         |                                               |
| 101 Victoria Embankment                         | 102 m (335 ft)              | 38    | 1981               | Durban         |                                               |
| Servamus House                                  | 102 m (335 ft)              | 25    | 1973               | Durban         |                                               |
| Saambou Building                                | 102 m (335 ft)              | 30    | 1951               | Pretoria       |                                               |
| Western Cape Provincial Administration Building | 101 m (331 ft)              | 26    | 1976               | Città del Capo |                                               |
| Loch Logan Park                                 | 100 m (330 ft)              | 20    | 1983               | Bloemfontein   |                                               |
| Bowmans Gilfillan Building                      | 100 m (330 ft)              | 18    | 2017               | Sandton        |                                               |

## Città con il maggior numero di grattacieli
Questa tabella mostra le città sudafricane con almeno un grattacielo di oltre 100 metri di altezza completato. 

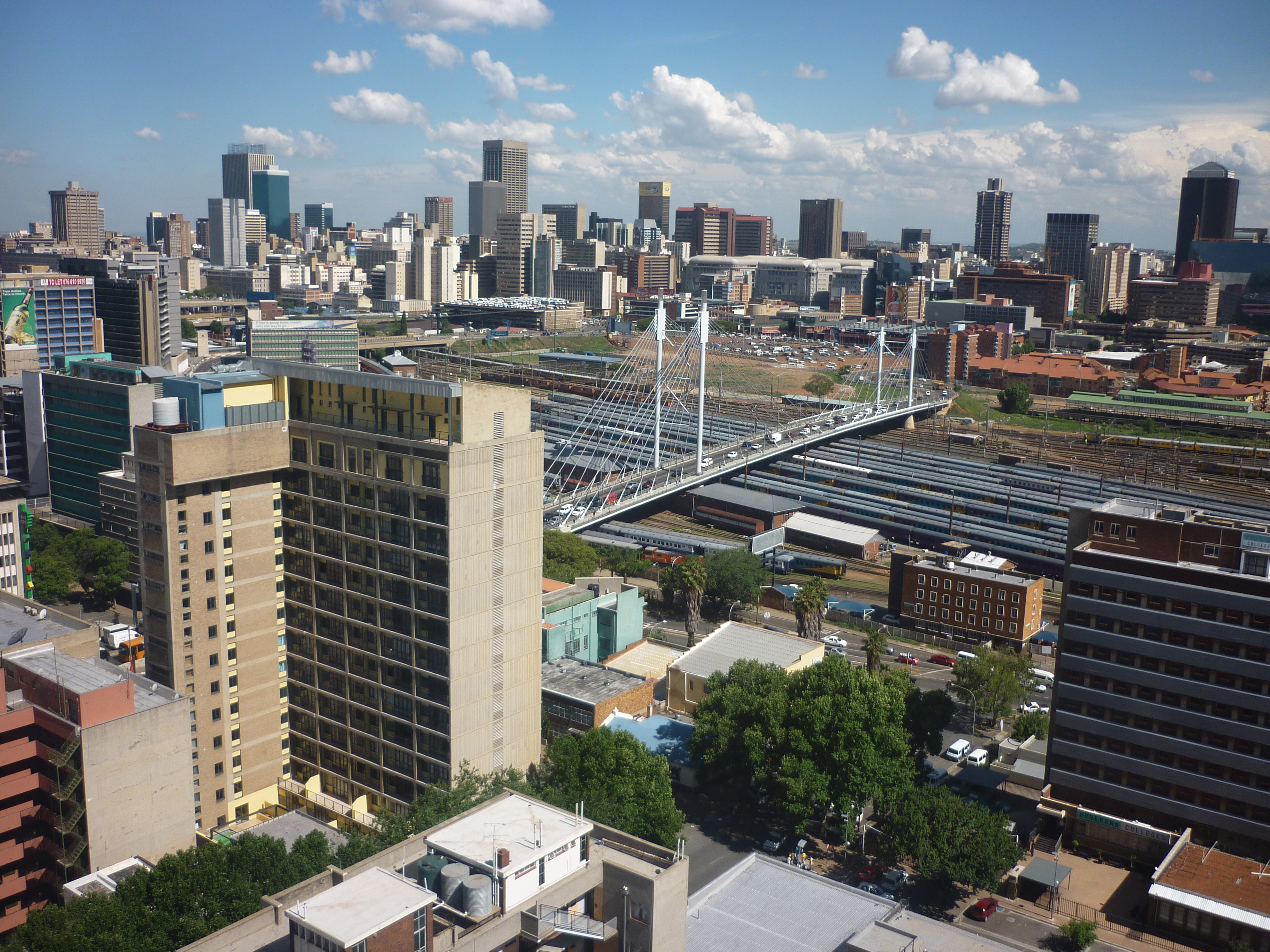
Panoramica del quartiere centrale degli affari di Johannesburg.

| Posizione | Città          | ≥100 m | ≥150 m | ≥200 m | ≥250 m | Totale |
| --------- | -------------- | ------ | ------ | ------ | ------ | ------ |
| 1         | Durban         | 18     | 0      | -      | -      | 18     |
| 2         | Johannesburg   | 13     | 3      | 2      | -      | 18     |
| 3         | Città del Capo | 9      | -      | -      | -      | 9      |
| 4         | Pretoria       | 6      | 1      | -      | -      | 7      |
| 5         | Sandton        | 2      | -      | -      | -      | 2      |
| 6         | Bloemfontein   | 2      | -      | -      | -      | 2      |

## Cronologia degli edifici più alti in Sudafrica
Cronologia degli edifici più alti di oltre 100 m. Include tutti gli edifici. Esclude tutti gli edifici demoliti o distrutti. 
| Nome                          | Città          | Anni più alti | metri | Piani | Foto |
| ----------------------------- | -------------- | ------------- | ----- | ----- | ---- |
| The Leonardo                  | Johannesburg   | 2019-presente | 234   | 55    |      |
| Carlton Centre                | Johannesburg   | 1973-2019     | 223   | 50    |      |
| Marble Towers                 | Johannesburg   | 1973-1973     | 152   | 32    |      |
| KwaDukuza eGoli Hotel Tower 1 | Johannesburg   | 1970-1973     | 140   | 40    |      |
| Trust Bank Building           | Johannesburg   | 1970-1973     | 140   | 31    |      |
| Standard Bank Center          | Johannesburg   | 1968-1970     | 139   | 34    |      |
| Radiopark                     | Johannesburg   | 1962-1968     | 117   | 30    |      |
| Naspers Centre                | Città del Capo | 1962          | 93    | 22    |      |

## I più alti in costruzione, approvati e proposti
Questo è un elenco dei grattacieli in costruzione, approvati o proposti in Sud Africa, che non sono ancora stati completati a luglio 2019.
In costruzione, approvati e proposti
| Nome | Altezza m / ft     | Piani | Anno | Città          | Stato          |
| --- | ------------------ | ----- | ---- | -------------- | -------------- |
| Zero2one | 142 metri (466 ft) | 46    | 2021 | Città del Capo | proposto       |
| The Vogue | 138 metri (453 ft) | 38    | 2021 | Città del Capo | proposto       |
| Aurora boreale |                    | 38    | 2021 | Sandton        | proposto       |
| 16 su Bree | 131 metri (430 ft) | 36    | 2020 | Città del Capo | In costruzione |
| Oceans Umhlanga Tower 1 | 125 metri (410 ft) | 30    | 2020 | Umhlanga       | In costruzione |
| Oceans Umhlanga Tower 2 | 125 metri (410 ft) | 30    | 2020 | Umhlanga       | In costruzione |
| Il moderno | 120 metri (390 ft) | 32    | 2021 | Città del Capo | proposto       |
| Radisson Blu Hotel | 122 metri (400 ft) | 25    | 2020 | Umhlanga       | In costruzione |
| Umhlanga Arch |                    | 28    | 2020 | Umhlanga       | In costruzione |
| The Halyard | 92 metri (302 ft)  | 24    | 2019 | Città del Capo | In costruzione |
| Il Rubik | 89 metri (292 ft)  | 27    | 2021 | Città del Capo | proposto       |
| 35 Lower Long | 86 metri (282 ft)  | 24    | 2020 | Città del Capo | In costruzione |
| Harbor Arch # 1 |                    | 23    | 2021 | Città del Capo | proposto       |
| * Stima estremamente approssimativa da CTBUH. Questa stima può essere o non essere lontana dall'altezza finale L'altezza effettiva di questo edificio non è stata ancora annunciata. |                    |       |      |                |                |